# Breslauer Platz (Keulen)
De Breslauer Platz is een plein van de Duitse stad Keulen. Het plein bevindt zich aan de noordzijde van het hoofdstation van Keulen. 

## Geschiedenis
De Breslauer Platz bestaat pas sinds 1945. Voor de Tweede Wereldoorlog strekten de huizen van de Kunibertwijk zich uit tot aan de noordelijke ingang van het hoofdstation. In 1942 kreeg architect Wilhelm Riphahn de opdracht van de stad om een hoogbouwbunker te bouwen aan de Altenberger Straße 1a / Domstraße. De architect had al gepland om de bunker later om te bouwen tot een parkeergarage met meerdere verdiepingen, maar dit werd niet gerealiseerd. In plaats daarvan gebruikt de Raiffeisen-Waren-Zentrale (RWZ) het gebouw, dat van buiten niet meer als bunker herkenbaar is en de noordelijke hoek van het plein markeert, sinds 1953.
Na de bezetting van Keulen door Amerikaanse troepen op 6 maart 1945 was het de bedoeling dat het plein zou dienen als een tweede voorplein van het hoofdstation naast de hoofdingang aan de zuidkant. 
Het plein bleef meer dan tien jaar zonder naam. In 1959 werd het plein vernoemd naar de Poolse stad Wrocław, dat tot 1945 de Duitse stad Breslau was. Na de oorlog werden de Duitsers uit Breslau verdreven en een deel van hen vestigden zich in Keulen. 

## Openbaar vervoer
Het metrostation Breslauer Platz/Hauptbahnhof wordt bediend door de lijnen 16 en 18. 